# Satire
Satire ist eine Kunstform, mit der Personen, Ereignisse oder Zustände kritisiert, verspottet oder angeprangert werden. Typische Stilmittel der Satire sind die Übertreibung als Überhöhung oder die Untertreibung als bewusste Bagatellisierung bis ins Lächerliche oder Absurde. Üblicherweise ist Satire eine Kritik von unten (Bürgerempfinden) gegen oben (Repräsentanz der Macht), vorzugsweise in den Feldern Politik, Gesellschaft, Wirtschaft oder Kultur.

## Begriff und Wortherkunft
In der älteren Bedeutung des Begriffs war Satire lediglich eine Spottdichtung, die Zustände in sprachlich überspitzter und verspottender Form thematisiert. Historische Bezeichnungen sind auch Spottschrift, Stachelschrift und Pasquill (gegen Personen gerichtete satirische Schmähschrift).
Das Wort Satire entstammt dem lateinischen satira, das wiederum aus satura lanx hervorgeht und ‚mit Früchten gefüllte Schale‘ bedeutet. Im übertragenen Sinn lässt es sich mit ‚bunt gemischtes Allerlei‘ übersetzen. In früherer Zeit wurde Satire fälschlicherweise auf Satyr zurückgeführt, daher die ältere Schreibweise Satyra.

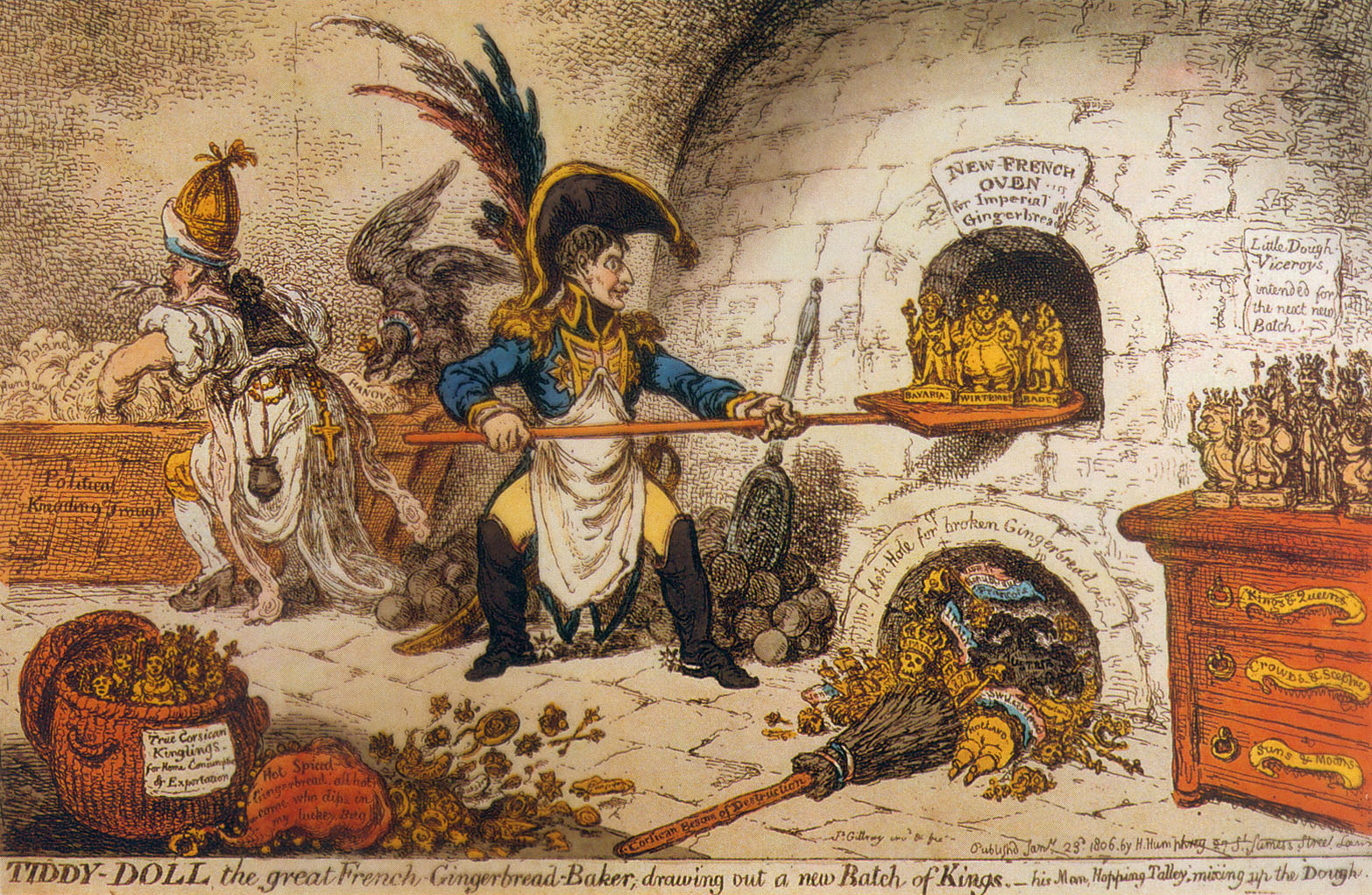
Satirische Zeichnung von 1806 zeigt Napoleon als Bäcker seiner Verbündeten und Talleyrand, der bereits neuen Teig knetet.

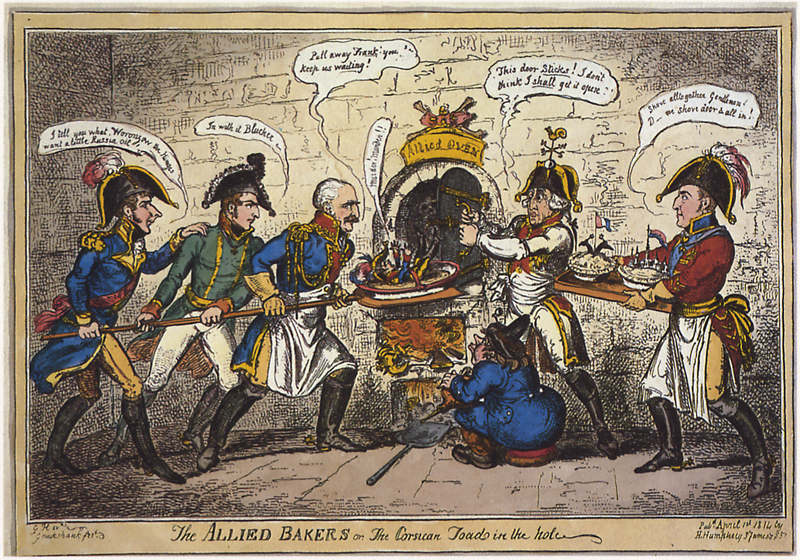
Andere Rollenverteilung 1814, Napoleon wird von Blücher und Woronzeff in den „Backofen der Verbündeten“ geschoben.

## Varianten
Unter Satire kann man Folgendes verstehen:
- die satirische Darstellungsweise, die in verschiedensten medialen Formen (literarischer oder journalistischer Text – wie Gedicht, Essay oder Roman –, Drama, Zeichnung, Kabarettprogramm, Film, Sendung im Fernsehen oder Hörfunk, Website usw.) und in verschiedensten Darstellungsformen (gefälschte Nachricht, fiktives Interview, fiktive Reportage, Glosse etc.) auftritt;
- eine literarische Gattung römischen Ursprungs; als solche sind ihre wichtigsten Untergattungen:

1. Menippeische Satire (Menippos)
2. Verssatire (fragmentarisch bereits bei Ennius, Lucilius eigentlicher Schöpfer)
3. Ständesatire (Mittelalter)
4. Narrenliteratur (Renaissance)
5. Pikaresker Roman (Barock)
6. Literatursatire (Romantik)
7. Philistersatire oder Spießbürgersatire (Romantik)
8. Gelehrtensatire
9. gesellschaftskritische und politische Satire (19. und 20. Jahrhundert)

- ein einzelnes künstlerisches Werk, das von der satirischen Schreibweise Gebrauch macht oder der Gattung angehört.

Als Realsatire bezeichnet man einen realen Vorgang, der unbeabsichtigt wie eine Satire wirkt.

## Satirische Schreibweise
Es gibt annähernd so viele Bestimmungen der satirischen Schreibweise wie es Satiriker gibt, und keine Bestimmung trifft auf die Gesamtheit der Satiren zu. Ihre Gegenstände, Mittel und Funktionen wandeln sich im Laufe der Geschichte. Es ist daher unmöglich, sie scharf von der Komik, der Parodie und der Polemik zu trennen.
Satire kann folgende Funktionen haben (nicht alle müssen im Einzelfall gleichermaßen gegeben sein):
- Kritik: Nach Schiller stellt die Satire die mängelbehaftete Wirklichkeit einem Ideal gegenüber.[2]
- Polemik: Einseitigkeit, Parteilichkeit, Agitation bis hin zur Aggression.
- Didaktik: direkte oder indirekte Absicht zu belehren und zu bessern.
- Unterhaltung: Nähe zu Formen der Komik und zur Parodie, von denen sie sich durch die kritische Haltung unterscheidet.

Die Satire bedient sich häufig der Übertreibung (Hyperbel), kontrastiert Widersprüche und Wertvorstellungen in übertriebener Weise (Bathos), verzerrt Sachverhalte, vergleicht sie spöttisch mit einem Idealzustand (Antiphrasis) und gibt ihren Gegenstand der Lächerlichkeit preis. Zu ihren Stilmitteln gehören Parodie, Travestie und Persiflage, zu ihren Tonfällen Ironie, Spott und Sarkasmus. Insofern sich die Satire auf eine Idealvorstellung beruft, kann sie sich auch des Pathos bedienen.
Eine wichtige Form der Satire ist der satirische Roman, in der die Satire als fiktionales Narrativ auftritt. Sehr häufig ist hier die Form des Reiseberichts in der ersten Person oder einer Reisebeschreibung in der dritten Person, wobei die Hauptfigur oft sehr naiv erscheint (siehe Erzählperspektive). Es können entweder die naiven Erwartungen der Hauptfigur an die Welt mit der Wirklichkeit, die sie erlebt, kontrastiert werden, oder die von ihr bereiste Welt kann satirisch mit anderen Formen literarischer oder philosophischer Weltdarstellung kontrastieren.
Satire tritt häufig als Mittel der Polemik auf. In öffentlichen Debatten und im gelehrten Disput kann sie ein Mittel sein, einen Gegner bloßzustellen. Dabei greift sie nicht direkt mit Sachargumenten an, sondern geht den indirekten Weg der Kontrastierung, bei der dem Zuhörer oder Leser der Kontrast zwischen Wirklichkeit und Ideal augenfällig wird. In dieser Funktion ist sie Teil der Streitkunst (Eristik). Aggressionspotenzial und Gewaltnähe der Satire werden in der alteuropäischen Tradition durchgehend reflektiert.

## Geschichte

### Antike

#### Menippeische Satire
Älteste und zugleich langlebigste Untergattung der Satire ist die menippeische Satire. Die Antike definierte sie zunächst rein formal durch die Kombination von Vers- und Prosadichtung (Prosimetrum). Nach dem römischen Polyhistor Marcus Terentius Varro, der die prosimetrische Form (nicht den Inhalt) in die römische Literatur importierte, wird sie auch als varronische Satire bezeichnet.
Ihr Namensgeber ist der griechische Kyniker Menippos von Gadara (3. Jahrhundert v. Chr.), von dem selbst keine Schriften erhalten sind. Er soll mit einer Mischung aus Ernst und Komik, aus Witz und Spott, in Dialogen und Parodien die kynische Kritik (Diatribe) in literarische Form gebracht haben.
Die formale Freiheit der Menippea wurde bald umgedeutet zur inhaltlichen und stilistischen Freiheit. Äußere Formlosigkeit, freier Wechsel der Tonfälle und Perspektiven wurden für sie zu flexiblen Mitteln, durch Spott, Parodie und Ironie die Wahrheit zu sagen.
Der Syrer Lukian von Samosata (2. Jahrhundert n. Chr.) war der erste Schriftsteller, der sich auf Menippos berief, als er satirische Werke in dieser freien Form verfasste. In seinen komischen Totengesprächen, die eine heute verlorene Schrift des Menippos nachahmen, tritt dieser auch selbst als Figur auf. Ein klassisches Beispiel für die Menippea ist Senecas Apocolocyntosis („Verkürbissung“), eine Schmährede auf den verstorbenen Kaiser Claudius, sowie auch Petrons Satyricon.
In der Renaissance lebte die Menippea wieder auf. 1581 veröffentlichte der Humanist Justus Lipsius sein Werk Satyra Menippea: Somnium, sive lusus in nostri aevi criticos, es war der erste Werktitel nach der Antike, der sich auf diesen Gattungsbegriff berief. 1594 entstand in Paris eine Gemeinschaftsarbeit von vier gebildeten Parisern, die unter dem Titel La Satire Ménippée die Herrschenden anprangerte (Lexika nennen diesen Titel noch bis 1750 unter diesem Stichwort). Weitere literarische Beispiele sind etwa François Rabelais’ Pantagruel (1532) und Gargantua (1534), Johann Fischarts Geschichtklitterung (1575/90), Laurence Sternes Tristram Shandy (1759–1767), Des Luftschiffers Gianozzo Seebuch von Jean Paul (im Titan, 1800–1803) oder die Wunderbare Geschichte von BOGS dem Uhrmacher (1807) von Clemens Brentano und Joseph Görres.
Northrop Frye schlug vor, die Menippea als literarische Großform neben anderen Formen der Prosa einzuordnen. Michail Bachtin (1987) sieht in ihr das kulturtragende Prinzip des Karnevals, das in den Volkskulturen Europas eine zentrale Rolle spielt und auch in der Literatur aufzufinden ist.

#### Lucilische, horazische, juvenalische Satire
Die Römer führten die Satire auf die Spottverse des römischen Dichters Lucilius zurück. Quintilians stolzer Satz: „Satura quidem tota nostra est“ („Die Satire freilich ist ganz unser“) belegt, wie bedeutsam den Römern diese literarische Gattung erschien; diese als einzige hatten sie nicht von den Griechen übernommen. Lucilius’ Verssatiren markierten also im 2. Jahrhundert v. Chr. eine Emanzipation von der bis dahin griechisch geprägten Dichtkunst. Damit gemeint ist jedoch nur die Verssatire (in daktylischen Hexametern), auch lucilische Satire genannt.
Lucilius war ein Schriftsteller von Rang und finanzieller Unabhängigkeit; nur so konnte er es wagen, über Personen des öffentlichen Lebens Spott auszugießen. Viele seiner Spottdichtungen wurden ursprünglich einzeln publiziert, wenn sie sich auf tagespolitische Ereignisse bezogen. Sie verspotten in Epigrammen und Dialogen die römische Geschäftswelt und das Leben in Rom, die menschlichen Laster, Aberglauben und Krankheiten, zeichnen in bissigem Ton Ehefrauen und Affären, und belehren über Sprache, Orthografie und Dichtkunst.
Horaz berief sich auf Lucilius als Vorgänger, indem er seine Satiren wie dieser als Sermones betitelte und in strengen Hexametern abfasste. Sie erheben den philosophischen Anspruch, die Laster in der Welt zu nennen, die für den Unfrieden in der Welt verantwortlich sind: Habgier, Ehebruch, Aberglaube, Maßlosigkeit usw. Die Themen sind also ähnlich denen von Lucilius’ Satiren, doch weniger scharf im Ton; Horaz war wegen seiner weniger einflussreichen Position dazu gezwungen, die Schwächen des Menschen an sich selbst oder an verstorbenen Personen aufzuzeigen oder an solchen, die ihm nicht gefährlich werden konnten.
Stilistisch wird demnach zwischen der horazischen Satire (scherzhaft und komisch) und der juvenalischen Satire (strafend, pathetisch) unterschieden. Diese Gattungsbegriffe existierten bis weit ins späte 18. Jahrhundert und waren in der literarischen Praxis und in der Literaturgeschichte gebräuchliche Unterscheidungen; selbst Friedrich Schiller unterschied noch zwischen der „lachenden“ und der „pathetischen“ Satire (in Über naive und sentimentalische Dichtung). Durch Goethes folgenreiche Neueinteilung der Literatur in Epik, Lyrik und Drama verloren die antiken Unterscheidungen für die Gegenwartsliteratur an Bedeutung.
„Satura“ („Füllung“, „Gemisch“) war ursprünglich der Titel einer Gedichtsammlung von Ennius, die aber selbst nicht satirischen Inhalts ist. Als „saturae“ werden bei Livius auch komödiantische Gesangs- und Tanzdarbietungen bezeichnet, die er auf die griechischen Satyrspiele zurückführen wollte. Bezeichnete Lucilius selbst seine Satiren anfangs als „ludus ac sermones“ (Spiele und Schriftwerke, Dialoge), so standen in den ersten drei Jahrhunderten beide Begriffe nebeneinander, bis sich mit dem polemisch gesellschaftskritischen Schriftenzyklus aus 16 Satiren von Juvenal im 2. Jahrhundert n. Chr. die Bezeichnung „satura“ für ein literarisches Werk satirischen Inhalts endgültig durchsetzte. Juvenal war auch der erste Satiriker, der das Phänomen der Realsatire ins Wort brachte, als er über einen unfreiwillig komischen Vorfall schrieb: „Difficile est satiram non scribere“ („Hier keine Satire zu schreiben, ist schwer“)

### Mittelalter

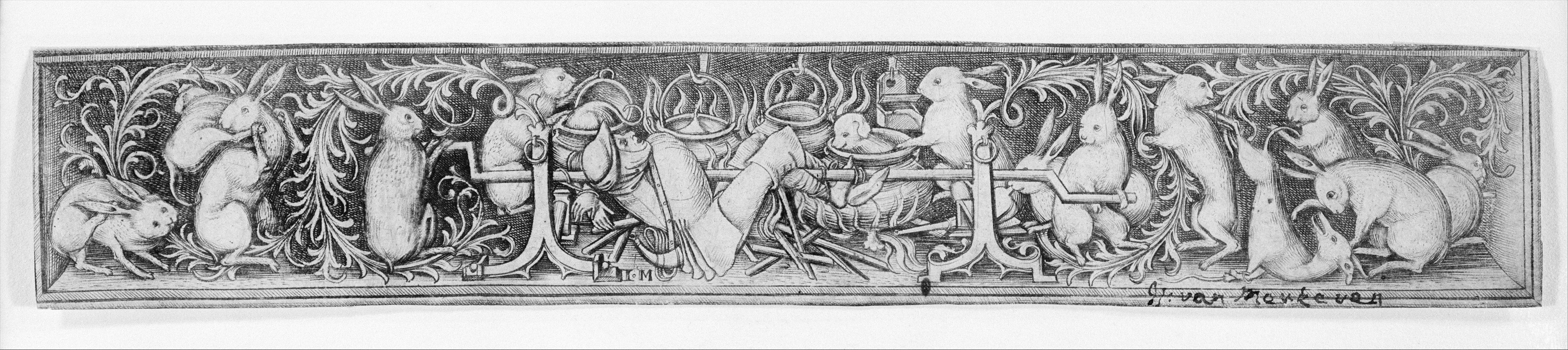
Hasen rösten den Jäger am Spieß, Kupferstich von Israhel van Meckenem, 15. Jahrhundert

Satiren des Mittelalters und des Humanismus waren tendenziell konservativ, von christlichen Werten und der Richtigkeit der Ständeordnung überzeugt. Weil sie die unaufhebbare Sündhaftigkeit des Menschen darstellen und auf Besserung hinwirken sollen, gehören sie zur christlichen Didaktik.
Im Mittelalter tritt Satire daher meist als Ständesatire auf. Ausgehend von der hierarchischen Feudalordnung kritisiert sie Verletzungen der Standespflichten und jede Art von Übertretung der von Gott geschaffenen Sozialordnung. Dazu zählt die Auflehnung der unteren Stände (Bauern), aber auch die Grausamkeit des Adels oder die sündhafte Leichtlebigkeit der Geistlichen.
Eine andere Form ist das Tierepos, etwa Reineke Fuchs (verschiedene Fassungen). Tierfabel und Schwank wurden in ihm zu einem literarischen „Spiegel“ verschmolzen, der die moralische Verkommenheit der höfischen Welt mit dem höfischen Ideal vergleicht. Man kann das Tierepos auch als Parodie des höfischen Epos verstehen, dessen Helden diese Ideale verkörperten.

### Humanismus und Renaissance

Illustration aus dem Narrenschiff: Von vnnutzē buchern – über den, der viele Bücher besitzt und sie weder liest noch versteht, nur abstaubt

Erst die Entwicklung des modernen Individualismus in der italienischen Renaissance brachte als Korrektiv die „moderne“ Satire hervor: Der Witz wird zur Waffe. Jacob Burckhardt bezeichnete das Italien des 15. Jahrhunderts als „eine Lästerschule (…), wie die Welt seitdem keine zweite mehr aufzuweisen gehabt hat“ (Die Cultur der Renaissance, 1860). Die Bandbreite der satirischen Schriften Italiens reichte von den Lustspielen der Commedia dell’arte bis zum gelehrten Witz, den facetiae, die von Philologen gesammelt und analysiert wurden.
Die Parodie des Feierlichen und Erhabenen stand in hoher Blüte; der Witz etwa eines Teofilo Folengo oder eines Pietro Aretino war berüchtigt. Der vielseitige Aretino schrieb Komödien, die das aristokratische Leben in Rom verspotteten. In seinen fast 3000 Briefen und vermischten Schriften übt er seine Kunst, spontan – oft auch opportunistisch – zu jedem beliebigen Gegenstand eine spitze Bemerkung zu formulieren, besonders gegen alles Pedantische und Pathetische.
In Deutschland lag die Situation anders. Die Satiren des Humanismus gehören meist zur Gattung der Narrenliteratur. Fast bruchlos stehen Sebastian Brants Narrenschiff (1494) und Erasmus von Rotterdams Lob der Torheit (1509) und Julius vor der verschlossenen Himmelstür (1514) in der Tradition des Mittelalters; sie sind hauptsächlich auf die humanistische Kritik von Sitten und Untugenden der Zeitgenossen gerichtet, die sie mit didaktischer Strenge zu verbessern trachten. Besonders das Narrenschiff fand in lateinischer Übersetzung in ganz Europa Leser und Nachahmer.
Die Volksbücher Till Eulenspiegel (circa 1510) und Die Schiltbürger (1598) folgten einer anderen Tradition: der des Hofnarren oder Schelmen, der Streiche spielt. Auf Bühnen und bei Volksfesten findet sich politischer Spott gegen Herrschende und Beherrschte in Fastnachtsspielen und Burlesken. Auch einige satirische Passionsspiele sind erhalten.

### Reformation

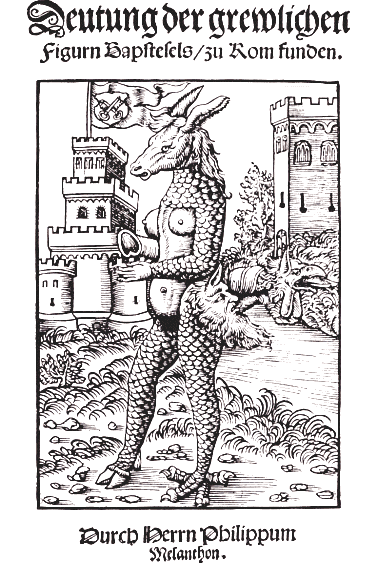
Papstkarikatur der Reformationszeit

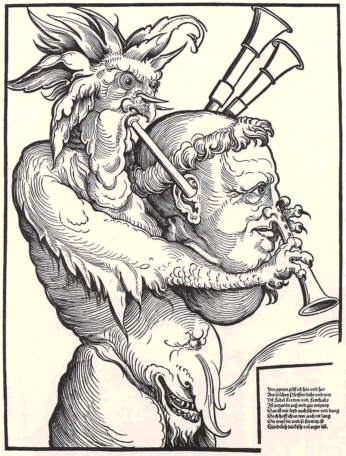
Antiklerikale Karikatur aus der Reformationszeit von Erhard Schön

Die Reformation entdeckte die Satire als publizistisches Mittel der polemischen Agitation im Streit um die christliche Lehre. Je nach religiöser Zugehörigkeit ihrer Autoren richteten sich die satirischen Streitschriften und Flugblätter gegen die katholische Kirche (Erasmus, Ulrich von Hutten, Dunkelmännerbriefe) bzw. gegen die Vertreter der Reformation (Thomas Murner). Dabei wurden sowohl die widerstreitenden Gruppen als auch erstmals ihre individuellen Exponenten Ziel der satirischen Angriffe: der Papst als Esel oder Drache, Johannes Eck als Schwein, Thomas Murner als Katze oder der Theologe Lemp als bissiger Hund und dazu kontrastierend Luther als siebenköpfiges Ungeheuer (Hans Brosamer). Die Karikatur von Erhard Schön zeigt allerdings nicht Luther (wie häufig fälschlicherweise behauptet wird), sondern einen gewöhnlichen Mönch. Sie richtet sich also gegen die Kirche, nicht gegen die Reformation.
Vielfach erfolgte im Rückgriff auf biblische Situationen eine aktualisierende Zuspitzung auf das Tagesgeschehen. Gestalten der Apokalypse versah man mit den päpstlichen Insignien, die Hure Babylon trägt die Tiara, an Stelle von Babylon schildert die Septemberbibel das zugrunde gehende Sündenbabel Rom.
Bildsatiren der Reformationszeit wurden in hoher Zahl und vielfältigen originellen und vor allem derb-volkstümlichen Exemplaren aufgelegt und verbreitet. Gleichwohl erfolgten die Veröffentlichungen der Karikaturen aus Gründen des Selbstschutzes häufig anonym. Berichtet wird von Haftstrafen für Zeichner, Drucker und Kolporteure für ihre „Schmähschriften“.
In Bern waren es nicht Predigten, sondern die antikatholischen Fastnachtsspiele von Niklaus Manuel, die der Reformation zum Durchbruch verhalfen.

### Barock
Satiren dienten auch im Barock der Kritik an der höfischen Welt und den Zeitgenossen, indem sie die Verkehrtheit der gegenwärtigen Welt pointiert herausstellten und mit dem Ideal christlicher Sitten, Ehrbarkeit und Tugend verglichen. Repräsentativ ist dafür Moscheroschs Roman Wahrhafftige Gesichte Philanders von Sittewalt (1646), der die erstarrten Repräsentationsgesten des Adels durch bittersten Hohn entlarven wollte. Man glaubte auch, mittels heiterer Schriften von Schlaflosigkeit und Melancholie heilen zu können, etwa durch humoristisch-satirische Kollektaneen wie die Curiösen Speculationen bey Schlaf-losen Nächten (Johann Georg Schmidt, 1707).

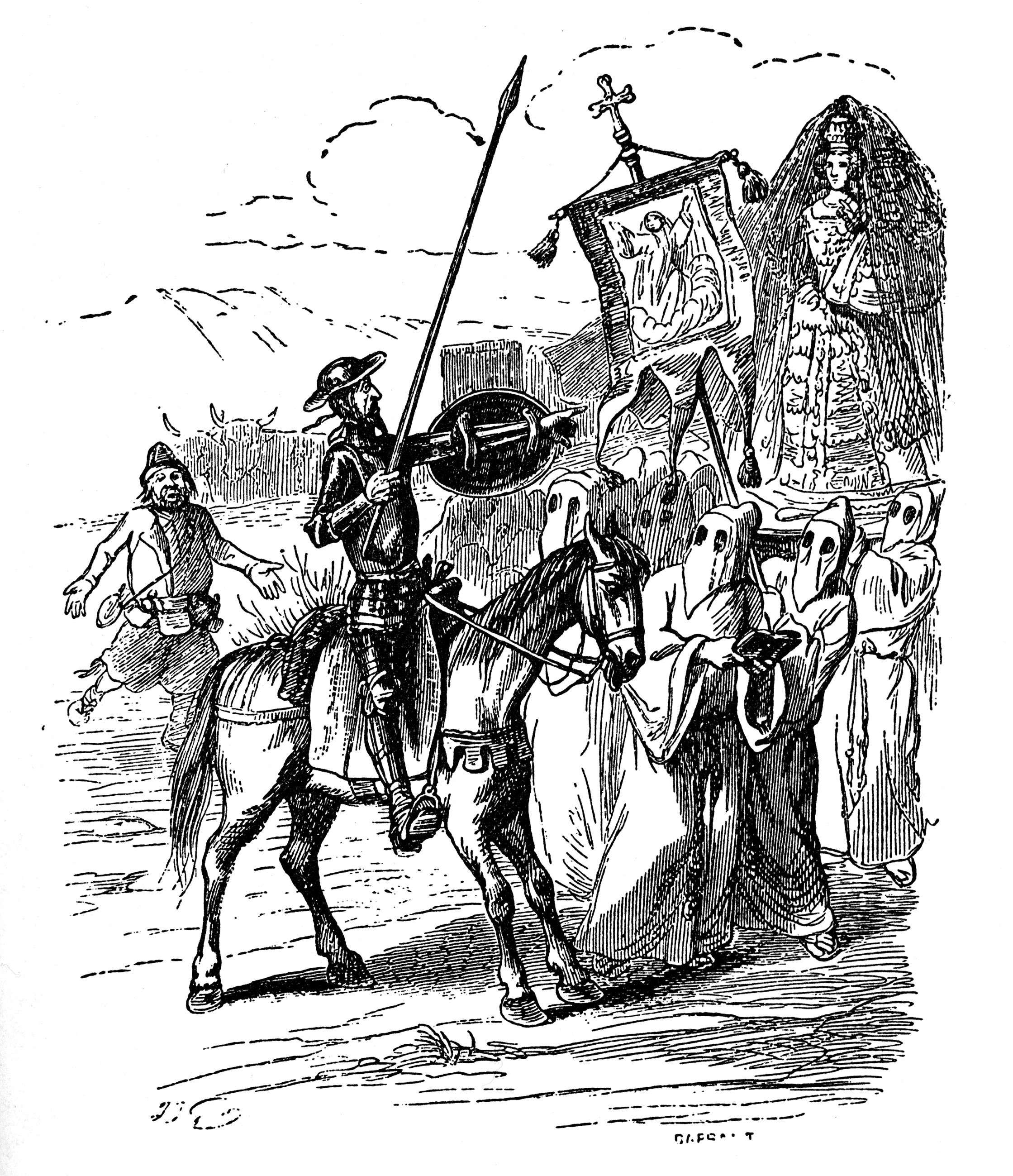
Illustration von Grandville zu einer französischen Don-Quijote-Ausgabe von 1848

Zu den heute bekanntesten satirischen Romanen des Barock gehören Grimmelshausens herausragender Simplicissimus Teutsch (1668/1669) und Christian Reuters Schelmuffsky (1696/97), die beide – auf jeweils sehr unterschiedliche Weise – der komisch-satirischen Tradition des Schelmenromans oder pikaresken Romans zugeordnet werden können. Auch Andreas Gryphius’ Stück Horribilicribrifax (1663) gehört vom Ideengut in diese Aufzählung. Ihr aller Vorbild ist jedoch das monumentalste Werk der barocken Satire, Cervantes’ parodistischer Ritterroman Don Quijote (1605–1615). Gerade der Schelmuffsky entfaltet eine komische Höhe, die vielleicht erst wieder mit Gottfried August Bürgers Bearbeitung der Abenteuergeschichten des Baron Münchhausen (1786) erreicht wurde. Die Abenteuer des fluchenden und aufschneiderischen Schelmuffsky hatten jedoch zu Lebzeiten des Autors wenig Wirkung und wurden erst um 1800 von den deutschen Romantikern wiederentdeckt.
Ein wichtiges Phänomen ist auch die sogenannte Alamode-Satire (frz. à la mode = modisch, neumodisch) oder Sprachsatire: Viele Autoren – zu dieser Zeit meist Amtmänner, Geistliche oder Hofschreiber – waren Mitglieder der patriotischen Sprachgesellschaften. Deren selbstgesetztes Ziel war es, Literatur in deutscher Sprache zu fördern und den deutschen Wortschatz von Fremdwörtern zu reinigen. Mit polemischen Mitteln agitierte man daher gegen „Sprachverderber, welche die alte Teutsche Muttersprach, mit allerley frembden Wörtern vermischen, dass solche kaum halber kan erkant werden“ (Klaglied von 1638). Solche Polemiken tragen Titel wie Deutsche Satyra wieder alle Verterber der deutschen Sprache (Johann Heinrich Schill, 1643), oder Reime dich, oder ich fresse dich: das ist, deutlicher zu geben, Antipericatametanaparbeugedamphirribificationes Poeticae oder Schellen- und Scheltenswürdige Thorheit Boeotischer Poeten in Deutschland (Gottfried Wilhelm Sacer, 1673). Ein weiterer bedeutender Satiriker der Zeit war Joachim Rachel, der sich als „deutscher Juvenal“ außerordentlicher Popularität erfreute.
Da ein beliebtes schriftstellerisches Genre die Abfassung von deutschsprachigen Rhetorik-Lehrbüchern war, kursierten auch satirisch gemeinte Anleitungen zur Redekunst „à la mode“. Im Zuge dieser kollektiven „Spracharbeit“ versuchte man auch die verdeutschten Bezeichnungen „Stachelschrift“ und „Stachelgedicht“ für satirische Schriften einzuführen; sie fanden jedoch wenig Verbreitung.

### Aufklärung und Romantik
Im Zeitalter der Aufklärung florierte die Satire als didaktisches Mittel, mit der die philosophischen und pädagogischen Ziele der Aufklärung befördert werden sollten. Die Kritik der Mächtigen blieb jedoch lange Zeit ausgespart; sicher vor allem aus Furcht vor Zensur. Die Satiren Gottlieb Wilhelm Rabeners etwa blieben „menschenfreundliche“ Kritik von Verstößen gegen guten Geschmack und Sittlichkeit.
Zugleich entfaltete sich das literaturtheoretische Interesse an der Satire. Johann Georg Sulzer etwa definierte die Satire nicht mehr über die Form, sondern über den Inhalt. Von ihr wird verlangt, dass sie Themen von sozialer Relevanz behandle, nämlich „jede im Verstand, Geschmack oder dem sittlichen Gefühl herrschende Unordnung“; damit gehört sie zu den wertvollen Mitteln, die der moralischen Besserung des Menschen dienen: „Der Endzweck der Satire ist dem Übel, das sie zum Inhalt gewählt hat, zu steuern, es zu verbannen, oder wenigstens sich dem weiteren Einreißen desselben zu widersetzen und die Menschen davon abzuschrecken.“ (Allgemeine Theorie der schönen Künste, 1771).
Gerade die Satire der Spätaufklärung übte aber auch scharfe Kritik an den Idealvorstellungen der Aufklärung. In Johann Karl Wezels satirischem Roman Belphegor ist es die Vorstellung, das Geschehen in der Welt folge einem rationalen Plan, die in aller Deutlichkeit widerlegt wird. Erfolg haben in Deutschland nun auch die Satiren von Jonathan Swift, die frühaufklärerische Ideale kritisieren: So persifliert A Modest Proposal (1729) die Vorstellung, rationale Überlegungen könnten der Linderung menschlicher Not dienen; in Gulliver’s Travels (1726) bereist der Held einige Inseln, die Parodien auf gelehrte Theorien der Zeit darstellen.
Zu den namhaftesten Satirikern der Spätaufklärung zählen Georg Christoph Lichtenberg, der den kurzen, geschliffenen Aphorismus populär machte, und Jean Paul, dessen gesamtes Werk eine Neigung zur Satire zeigt. In England blühte die Satire noch mehr als in Deutschland; ebenso in Frankreich bei den namhaftesten Aufklärern, etwa Montesquieu (Persische Briefe, 1721), Voltaire (Candide, 1759) und Denis Diderot (Rameaus Neffe, 1761–1776). Auch Schillers und Goethes Xenien (1797) kann man zu den satirischen Schriften zählen; ihre spitzen Epigramme zielten vor allem auf ihre Dichterkollegen und unmittelbaren publizistischen Gegner.
Schiller war es auch, der die Satire in der Wertschätzung an den Rand der Dichtkunst rückte: „Streng genommen verträgt (…) der Zweck des Dichters weder den Ton der Strafe, noch den der Belustigung.“ (Über naive und sentimentalische Dichtung: Satirische Dichtung. 1795) Unter bestimmten Bedingungen könne satirische Dichtung dennoch gelten; abhängig jedoch von der moralischen Integrität ihrer Autoren: die „pathetische Satire“ müsse „aus einem glühenden Triebe für das Ideal hervorfließen“; die „lachende Satire“ könne nur einer „schönen Seele“ entspringen. In mittelmäßigen Händen würde die Satire zum Spott werden und ihre „poetische Würde“ verlieren – und demzufolge aus der „hohen Literatur“ ausgeschlossen werden.
Zu den Literatursatiren der Romantik zählen Ludwig Tiecks Stücke Der gestiefelte Kater (1797), der „gleichsam auf dem Dache der dramatischen Kunst herumspaziert“ (Friedrich Schlegel) und Die Verkehrte Welt (1798), das „Schauspiel eines Schauspiels“ (August Wilhelm Schlegel). Schlegels Konzepte der romantischen Ironie und der Transzendentale Universalpoesie, die sich ironisch immer wieder selbst den Boden unter den Füßen wegzieht, kann im weitesten Sinne selbst zu den satirischen Schreibverfahren gezählt werden. Es ist jedoch zu beobachten, dass sich Theorie und literarische Praxis der Satire in der Romantik trennen – ihre produktivsten Theoretiker wie die Gebrüder Schlegel sind selbst literarisch wenig aktiv.
In Philistersatiren wurden der brave Spießbürger und dessen geistige Vertreter („Philister“) veräppelt. Bei Clemens Brentano und Joseph Görres, aber auch bei Joseph von Eichendorff finden sich Texte dieses Genres. Später auch Spießbürgersatire genannt, hat diese Form praktisch bis heute Bestand.

### 1820–1945

Charles Darwin als Affe in einem Cartoon von 1871

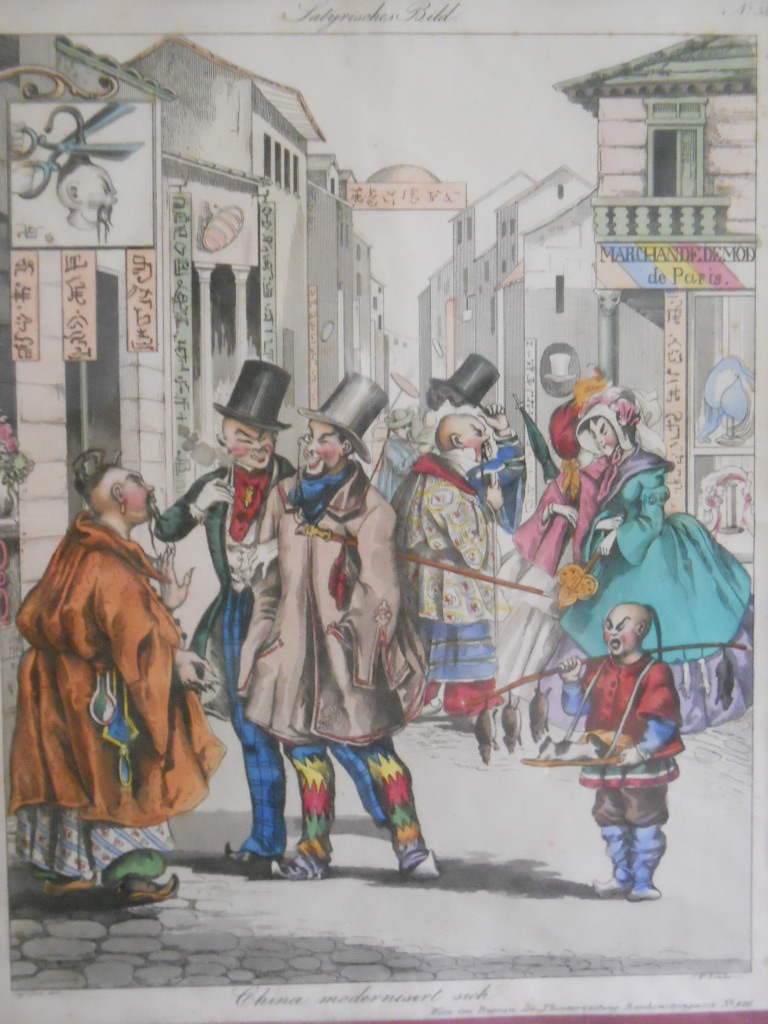
China modernisirt sich. Satyrisches Bild Nr. 38, kolorierter Kupferstich der Wiener Theaterzeitung, um 1850

Hegels Vorlesungen über die Ästhetik (1835–1838) urteilten noch über die Gegenwart: „Heutigentags wollen keine Satiren mehr gelingen“. Das 19. Jahrhundert sollte ihn auf eine gewisse Art widerlegen.
Aus der hohen Literatur verschwand die Satire zunächst in Deutschland zunehmend. Herausragend waren noch Karl Immermanns Epigonen (1836) und Münchhausen (1836–1839), Robert Hamerlings Homunculus (1888). Auch Fontanes Frau Jenny Treibel (1892) trägt satirische Züge. Satirische Schreibweisen finden sich außerdem bei Wilhelm Raabe, Fritz Reuter und dem konservativen Schweizer Jeremias Gotthelf. Große literarische Satiren entstanden jedoch woanders: bei Mark Twain und Charles Dickens, Ambrose Bierce (Des Teufels Wörterbuch) und Gustave Flaubert (Bouvard und Pécuchet, Wörterbuch der Gemeinplätze).
Dominiert wurde das 19. Jahrhundert aber vom Aufkommen der gesellschaftskritischen und politischen Satire. Soziologisch kann man sie als Reaktion auf das Bestreben nach Parlamentarismus und Demokratie in ganz Europa und die Entstehung des ganzen Spektrums politischer Parteien sehen. Ihre Pioniere waren Heinrich Heine, Wilhelm Hauff und Georg Weerth. Heine attackierte im Atta Troll (1843) allegorisch die deutsche Politik des Vormärz. Seine „politische Dichtkunst“, wie er sie nannte, richtet sich auch in Deutschland, ein Wintermärchen (1844) pessimistisch gegen die preußische Hegemonie.
Leichte Theaterkomödien wurden um die Jahrhundertwende im deutschsprachigen Raum zum bevorzugten Medium des satirischen Witzes. Repräsentative Autoren waren die Österreicher Arthur Schnitzler, Johann Nestroy und Hugo von Hofmannsthal. Auch der Naturalismus hatte seine satirisch-sozialkritischen Dramen, etwa Gerhart Hauptmanns Biberpelz (1893) und Arno Holz’ Blechschmiede (1902) sowie der wiederentdeckte Spätromantiker Christian Dietrich Grabbe mit seinem Lustspiel Scherz, Satire, Ironie und tiefere Bedeutung (1827). Ab 1900 fasste dann das Kabarett im deutschsprachigen Raum Fuß. Kabarettistische Bühnenprogramme wurden in den Großstädten zur beliebten Abendunterhaltung und zum zentralen Medium für tagesaktuelle Kritik an Politik und Zeitumständen.
Ab 1854 garantierte ein Bundesgesetz in Deutschland im Prinzip die Pressefreiheit. Klagen wegen „Pressevergehens“ und Gefängnisstrafen für Redakteure waren jedoch an der Tagesordnung. Wegen der neuen Freiheit und trotz der scharfen Überwachung durch die Staatsanwaltschaft wurden zahlreiche satirische Zeitschriften verschiedener politischer Richtungen gegründet. In England erschien seit 1841 der Punch, der sich in Anlehnung an den Pariser Charivari auch „The London Charivari“ nannte. Punch und Charivari waren Vorbilder für eine ganze Anzahl deutschsprachiger satirischer Magazine. Im Jahr der Märzrevolution 1848 erschienen beispielsweise allein in Berlin rund 35 dieser zum großen Teil sehr kurzlebigen politischen „Witzblätter“. Dauerhaften Erfolg hatten unter anderen die reich illustrierten Fliegenden Blätter (ab 1845) sowie der bürgerlich-konservative Kladderadatsch (ab 1848).
Neue Formen der Satire entstanden vor allem in diesem flexiblen Medium der Zeitschrift. Zur literarischen Satire in ihren verschiedenen Formen gesellte sich das Bildmedium, die politische Karikatur. Eine Innovation war der Cartoon, der in England entstand und durch meist unpolitische Themen gekennzeichnet war. Mit grafisch anspruchsvollen Zeichnungen und kurzen, pointierten Dialogen skizzierte er gesellschaftliche Peinlichkeiten und komische Situationen. Cartoons wurden bald auch in deutschen Zeitschriften populär; zu ihren Gestaltern gehörten die besten Grafiker des Jugendstils.
In der Zeit der Weimarer Republik von 1919 bis 1933 zählen Kurt Tucholsky und Erich Kästner (ab 1927) zu den großen Satirikern deutscher Sprache. „Wenn einer bei uns einen guten politischen Witz macht, dann sitzt halb Deutschland auf dem Sofa und nimmt übel“, beschrieb Tucholsky 1919 die Situation der Satire, die von Staat, Kirchen und den konservativen Parteien bekämpft wurde. In seinem bis heute breit rezipierten Essay Was darf die Satire? zog er das Fazit: „Was darf die Satire? Alles.“ Der Wiener Kritiker Karl Kraus, der mit seiner Zeitschrift Die Fackel (1899) ein eigenes öffentliches Forum für Kritik an Sprache, Gesellschaft und Journalismus schuf, ist bis heute einer der meistzitierten Satiriker.
Nennenswert sind auch Heinrich Manns gesellschaftskritische Romane Professor Unrat (1905) und Der Untertan (1918), Ödön von Horváths Der ewige Spießer (1930) sowie die armeekritischen Abenteuer des braven Soldaten Schwejk (1920–1923) des Tschechen Jaroslav Hašek. Gleichzeitig schufen Karl Valentin und Liesl Karlstadt ihre ersten Stummfilme und Bühnenprogramme.
Der gesellschaftskritische Expressionismus brachte auch Bildende Kunst hervor, die stark satirische Züge trägt, etwa die überzeichneten, grotesken Gesellschaftsbilder von George Grosz und Otto Dix.
Nach 1933 wurden unter der Diktatur des Nationalsozialismus satirische Zeitschriften eingestellt, die Schriftsteller ins Exil gejagt. Viele satirische Werke wurden Opfer der Bücherverbrennungen und der Zensur. Manche Zeitschriften, etwa der Simplicissimus, existierten weiter, wurden aber gleichgeschaltet und mit regimetreuen Inhalten versehen.
Auch die österreichische Satirezeitschrift Die Muskete existierte noch bis 1941. Nationalistische und antikommunistische Züge waren ihr nie fremd gewesen; dennoch wurde sie für den Nationalsozialismus, der seit 1938 auch in Österreich herrschte, vereinnahmt. Das Titelblatt der letzten Ausgabe von 1941 zierte ein rotwangiges Mädchen in Bauerntracht mit einem Deutschen Schäferhund.
In der Sowjetunion richteten sich die von der Zensur genehmigten satirischen Zeitungsartikel, Karikaturen, Romane und Theaterstücke gegen Regimegegner, darunter zaristische Emigranten, Priester und Gläubige der orthodoxen Kirche, sowie gegen ineffiziente „Bürokraten“ und angebliche „Bummelanten“. Die Satire war somit Element des Propaganda- und Denunziationssystems der Parteiführung.
In den USA konnten satirische Romane dagegen aufblühen: Der immens gebildete Vladimir Nabokov, der sarkastische Sinclair Lewis und der Reiseschriftsteller Evelyn Waugh gelten als herausragend.

### Nach 1945
Nach dem Zweiten Weltkrieg war es ab den 60er Jahren die Neue Frankfurter Schule, die die deutsche Satire entstaubte und zu neuen Höhen führte. Gemeinsames Forum war vor allem die Satirezeitschrift pardon (1962). Weil der Verleger den Kurs des Hefts änderte, gründeten pardon-Mitarbeiter 1979 das Satireheft Titanic, das nach wie vor monatlich erscheint. Gerade die Geschichte der Titanic belegt, dass auch in der Bundesrepublik Deutschland Satire nicht alles darf; mehrmals wurde die Titanic gerichtlich zur Zahlung von Schmerzensgeld verurteilt.
In der DDR erschien ab 1954 das Magazin Eulenspiegel, das noch heute erscheint, sich jedoch seit der Wende stark gewandelt hat, vor allem auch stilistisch, und in vielen Aspekten der Titanic ähnelt.
Erfolgreicher als die Neue Frankfurter Schule waren in Deutschland, gerechnet an den Verkaufszahlen, allerdings die bürgerlichen Satiren von Ephraim Kishon und Loriot. Romane mit satirischen Zügen stammen von u. a. Wolfgang Koeppen (Das Treibhaus, 1953), Martin Walser (Ehen in Philippsburg, 1957), Günter Grass (Die Blechtrommel, 1959). Obwohl sie auch als Gesellschaftsporträts lesbar sind, tragen sie doch deutliche Züge der zugespitzten satirischen Weltdarstellung. Als literarische Gattung konnte sich der satirische Roman jedoch nicht wieder etablieren.
In Österreich gab es mehrere (kurzlebige) Satiremagazine. In den 1950er Jahren war das die Leuchtkugel, von 1982 bis 1985 der Watzmann, zeitgleich der Luftballon und 1997 der Simplicissimus, seit 2009 der Rappelkopf.
Wenn man von satirischen Bewegungen sprechen kann, trifft man diese vor allem in Frankreich an. Um 1900 erfand Alfred Jarry die parodistische Wissenschaft der ’Pataphysik, die 1948 in der Gründung des Collège de ’Pataphysique wieder aufgenommen wurde. Auch den Kunstbewegungen des Surrealismus, Dada und der Situationistischen Internationale können satirische Züge nachgewiesen werden, wenn man ihre ironisch-spielerischen und humorvollen Tendenzen hervorhebt.

### Spätes 20. und 21. Jahrhundert
Die Satire in Buchform hat eine lange Geschichte und blickt auf eine lange Reihe von Werken zurück, die bis in die Gegenwart reicht. Durch die Postmoderne und die stärker werdende Dominanz von Film und Fernsehen wird die „reine“ Satire in Buchform zwar seltener, aber immer noch von Liebhabern des Fachs wegen ihrer großen Kritikmöglichkeiten gepflegt und weiterentwickelt. Beispiele:
- Dietmar Bittrich: Das Gummibärchenorakel (1996)
- Timur Vermes: Er ist wieder da (2012)

## Satire seit 1945 im Überblick
Künstler, Presseprodukte, Autoren und Sendungen der Nachkriegszeit (nach 1945), die schwerpunktmäßig der Satire zugeordnet werden können:
| Personen | Presse | Websites | Sendungen |
| --- | --- | --- | --- |
| - F. W. Bernstein † - Patti Basler - Jan Böhmermann - Sarah Bosetti - Vicco von Bülow (Loriot) † - Lisa Catena - Stephen Colbert - Johannes Conrad † - Matthias Deutschmann - Olli Dittrich - Wiglaf Droste † - Helmut Eckl - Christian Ehring - Bernd Eilert - Robert Gernhardt † - Thomas Gsella - Max Goldt - Dieter Hallervorden - Eckhard Henscheid - Gerhard Henschel - Dieter Hildebrandt † - Heino Jaeger † - Oliver Kalkofe - Ephraim Kishon † - Dietrich Kittner † - Georg Kreisler † - Wolfgang Neuss † - Dieter Nuhr - Tom Lehrer - Helmar Meinel - Michael Moore - Trevor Noah - Erich Pawlu † - Bernd Pfarr † - Volker Pispers - Ahoi Polloi - Gerhard Polt - Chlodwig Poth † - Stefan Raab - Harald Schmidt - Oliver Maria Schmitt - Georg Schramm - Serdar Somuncu - Martin Sonneborn - Jon Stewart - Heinz Strunk - Dieter Süverkrüp - Olga Tucek - Max Uthoff - Pieter-Dirk Uys - Henning Venske - F. K. Waechter † - Claus von Wagner - Oliver Welke - Larry Wilmore - Dietmar Wischmeyer - Bernd Zeller - Hans Zippert | - Charlie Hebdo - Le Canard enchaîné - Eulenspiegel - Le Gorafi - The Harvard Lampoon - Helgoländer Vorbote - MAD - El Mundo Today - Nebelspalter - NIE - pardon - Rappelkopf - Samowar - taz: „die wahrheit“ - Titanic | - Kamelopedia - Nieuwspaal - The Onion - Der Postillon - Raketa - Stupidedia - Die Tagespresse - Uncyclopedia | - Die Anstalt (ZDF) - außenspiegel (auslandsjournal) - The Daily Show with Trevor Noah (Comedy Central) - Extra 3 (NDR) - Familie Heinz Becker (1992–2004) (West 3) - Family Guy - Gerd-Show - Giacobbo/Müller (2008–2016) (SRF 1) - Grünwald Freitagscomedy (BR) - Hallervordens Spott-Light (1994–2003) (ARD) - Ein Herz und eine Seele (1973–74, 1976) (WDR) (Kleinbürgersatire von Wolfgang Menge) - heute-show (ZDF) - Hurra Deutschland (1989–1991) (ARD) - Kalkofes Mattscheibe Rekalked (Tele 5) - Kottan ermittelt (1976–1983) (ORF) - Last Week Tonight with John Oliver (HBO) - Mann, Sieber! (2015–2020) (ZDF) - Mitternachtsspitzen (WDR) - Neo Magazin Royale (ZDFneo) - Neues aus der Anstalt (2007–2013) (ZDF) - The Nightly Show with Larry Wilmore (Comedy Central) - Notizen aus der Provinz (1973–1979) (ZDF) - nuhr im Ersten (ARD) - Olaf verbessert die Welt (ARD) - Quer (BR) - Salon Helga (Ö3/FM4) - Saturday Night Live (NBC) - Scheibenwischer (1980–2008) (ARD) - SchleFaZ (Tele5) - SchleichFernsehen (BR) - Die Simpsons - Sketch History (2015–2019) (ZDF) - South Park - Spottschau (1992) (ARD) - Spätschicht – Die Comedy Bühne (SWR) - Stenkelfeld (NDR) - Switch reloaded (2007–2012) (Pro7) - Toll! (Frontal/ZDF) - TV total (Pro7) - Walulis sieht fern (2011–2014) (NDR) - Willkommen Österreich (ORF) - Wir sind Kaiser (ORF) - Die Wochenshow (1996–2002) (Sat 1) - ZDF Magazin Royale (ZDF) - Zugabe (1995–2017) (WDR2) |

## Satire im Film
Auch im Film ist die Satire relativ häufig präsent. Sie ist zwar kaum als eigenständiges Filmgenre zu betrachten, dennoch ist sie Bestandteil vieler Filme, die z. B. Gesellschaftskritik üben.
Charlie Chaplin gehörte zu den Ersten, die den Spielfilm als satirisches Medium ernst nahmen. Mit Moderne Zeiten (1936) und Der große Diktator (1940) schuf er satirische Meisterwerke; es waren zugleich seine ersten Filme, die direkt aktuelle politische Zustände angriffen. Weitere wichtige Vertreter der Filmsatire waren u. a. Luis Buñuel, Billy Wilder, Stanley Kubrick und Robert Altman.
Filmbeispiele:
- The Front Page (1931) (Satire auf Sensationspresse)
- Es lebe die Freiheit (1931) (Gesellschaftssatire)
- Mr. Deeds geht in die Stadt (1936) (Politsatire)
- Moderne Zeiten (1936) (Satire über die Industrialisierung)
- Die Spielregel (1939) (Gesellschaftssatire)
- Der große Diktator (1940) (Satire über Adolf Hitler von und mit Charles Chaplin)
- Citizen Kane (1941) (Gesellschafts- und Mediensatire)
- Sein oder Nichtsein (1942) (Kriegssatire)
- Boulevard der Dämmerung (1950) (Hollywood-Satire)
- Alles über Eva (1950) (Showbiz-Satire)
- Reporter des Satans (1951) (Satire auf Sensationspresse)
- Sirene in Blond (1957) (Mediensatire)
- Das Appartement (1960) (Gesellschaftssatire)
- Dr. Seltsam oder: Wie ich lernte, die Bombe zu lieben (1964) (Polit- und Gesellschaftssatire auf den Kalten Krieg)
- Frühling für Hitler (1968) (Showbiz-Satire)
- M*A*S*H (1970) (Koreakrieg-Satire)
- Little Big Man (1970) (satirisch zugespitzter Antiwestern)
- Uhrwerk Orange (1971) (Gesellschaftssatire)
- Der diskrete Charme der Bourgeoisie (1972) (Gesellschaftssatire)
- Lenny (1974) (US-amerikanische Filmbiografie von Bob Fosse über den Satiriker Lenny Bruce)
- Network (1976) (Mediensatire)
- Das Leben des Brian (1979) (zielt auf absurden Dogmatismus religiöser und politischer Gruppen)
- Der Sinn des Lebens (1983) (Gesellschaftssatire)
- Brazil (1985) (kritisch-humorvolle Auseinandersetzung mit dem Thema Polizeistaat in der Zukunft)
- Talk Radio (1988) (Medienkritisches Drama)
- Schtonk! (1992) (deutscher Satirefilm auf die Veröffentlichung der gefälschten Hitler-Tagebücher in der Hamburger Illustrierten Stern 1983.)
- Hip Hop Hood (1996) (schwarzhumorige Gesellschaftssatire)
- Wag the Dog (1997) (Politsatire)
- Bulworth (1998) (Polit- und Mediensatire)
- Die Truman Show (1998) (Satire auf die von Medien geprägte Welt)
- Fight Club (1999) (brutale und schwarzhumorige Gesellschaftssatire)
- American Beauty (1999) (amüsant-anspruchsvolle Gesellschaftssatire)
- Zoolander (2001) (Satire über das Model- und Modebusiness)
- Idiocracy (2006) (Gesellschaftssatire über die geistig degenerierte Gesellschaft, die in der Zukunft kurz vor dem Ende steht.)
- Borat – Kulturelle Lernung von Amerika, um Benefiz für glorreiche Nation von Kasachstan zu machen (2006) (Satire auf rassistische Ansichten und ländliche Sitten)
- Mein Führer – Die wirklich wahrste Wahrheit über Adolf Hitler (2007)
- Männer, die auf Ziegen starren (2009)
- Der Diktator (2012) (Politische Satire)
- The Wolf of Wallstreet (2013)
- Zeit der Kannibalen (2014) (Bissige Satire auf die Strategie des internationalen Kapitalismus)
- The Interview (2014)
- Er ist wieder da (2015) (Satire über heutige deutsche Einstellungen zu Hitler)
- Birdman oder (Die unverhoffte Macht der Ahnungslosigkeit) (2015) (Schwarze Showbiz-Satire)
- Zoolander 2 (2016) (siehe Zoolander)

## Satire in der Wissenschaft

### Report From Iron Mountain
Der Wissenschaft bediente sich 1967 der Schriftsteller Leonard C. Lewin unter dem Pseudonym L. L. Case, indem er in dem als Sachbuch geführten Buch Report From Iron Mountain on the Possibility and Desirability of Peace behauptete, aus geleakten Unterlagen gehe hervor, dass 15 der bedeutendsten amerikanischen Wissenschaftler zu dem Ergebnis gekommen seien, dass nur der Krieg „Wirtschaft und Wissenschaft, Gesellschaft und Staat am Leben“ halten könne und „die Haupttriebkraft für die Entwicklung der Wissenschaft auf allen Stufen“ sei. Das Buch entwickelte sich zum Bestseller und wurde mehrere Jahre teils ernsthaft diskutiert, bis Lewin 1972 bestätigte, dass es als Hoax gedacht war und er der Autor sei. Zwischen 1967 und 2008 erschien das Buch in 52 Auflagen und vier Sprachen.

### Ig-Nobelpreis
Seit 1991 wird der Ig-Nobelpreis vergeben, auch als Anti-Nobelpreis bezeichnet, eine satirische Auszeichnung, um wissenschaftliche Leistungen zu ehren, die „Menschen zuerst zum Lachen, dann zum Nachdenken bringen“. Vergeben wird der Preis von der in Cambridge (USA) erscheinenden Zeitschrift Annals of Improbable Research. Seit 2012 werden die Preise an der Harvard-Universität überreicht.

### Die Sokal-Affäre
Ebenfalls als Hoax ausgelegt war der 1996 von dem Physiker Alan Sokal in der Fachzeitschrift Social Text veröffentlichte Artikel Transgressing the Boundaries: Towards a Transformative Hermeneutics of Quantum Gravity, zu deutsch etwa: Die Grenzen überschreiten: Auf dem Weg zu einer transformativen Hermeneutik der Quantengravitation. Sokal war über Jahre hinweg aufgefallen, dass verschiedene Autoren der Denkrichtungen Philosophie und Soziologie in ihren Aufsätzen wiederholt Konzepte, Modelle und Begriffe, die in der Physik exakt definiert sind, ohne hinreichende Belege zu eigenen Analogien oder Parallelen verwendeten. Der Artikel war in postmodernem Jargon formuliert und gab vor, die Quantengravitation als linguistisches und soziales Konstrukt zu deuten, wobei die Quantenphysik die postmodernistische Kritik stütze. Sokal hatte dabei absichtlich zahlreiche logische und inhaltliche Fehler eingestreut, die den Redakteuren der Zeitschrift – sie hatten für die Schlussredaktion keine Physikexperten hinzugezogen – jedoch nicht auffielen.
In der Folge sorgte die Affäre für eine Auseinandersetzung über die intellektuellen Standards in den Sozial- und Geisteswissenschaften und zahlreichen weiteren Veröffentlichungen. In Eleganter Unsinn erweiterte Sokal gemeinsam mit Jean Bricmont seine satirische Kritik: „Vielleicht glauben [die Autoren], sie könnten das Prestige der Naturwissenschaften nutzen, um ihren eigenen Diskursen den Anstrich von Exaktheit zu geben. Und sie scheinen darauf zu vertrauen, dass niemand ihre falsche Verwendung wissenschaftlicher Begriffe bemerkt, dass niemand mit einem Aufschrei verkünden wird, der König sei nackt.“

### Der konzeptuelle Penis als soziales Konstrukt
Mit Hilfe ihres Aufsatzes The conceptual penis as a social construct, den der Philosoph Peter Boghossian und der Mathematiker James Lindsay 2017 unter Pseudonymen bei Cogent Social Sciences zu den Schlagworten Gender Studies und Feminismus einreichten, wollten die beiden nachweisen, wie auch gut beleumundete Fachzeitschriften unter bestimmten Umständen Artikel veröffentlichen, die jeder wissenschaftlichen Grundlage entbehren. Die Auswahl des akademischen Gebietes erfolgte aufgrund dessen, dass dort „oft überkomplizierte Wörter verwendet werden und eine starke moralische Voreingenommenheit besteht, die Männlichkeit oft als Wurzel allen Übels betrachtet[, u]nd dass es Beiträge mit dieser Wortwahl und Voreingenommenheit ziemlich leicht haben.“

## Satire und Justiz

Kopfzeile der Satirezeitschrift Simplicissimus von 1906

Die Geschichte der rechtlichen Einschränkung von Satire ist bis zur Mitte des 19. Jahrhunderts die Geschichte der Zensur.
Seit 1854 existiert in Deutschland ein Presserecht, das im Prinzip die Pressefreiheit garantiert. Immer wieder wurde es durch gesetzliche Bestimmungen eingeschränkt, zum Beispiel
- durch das Sozialistengesetz von 1878 bis 1890,
- durch die Lex Heinze ab 1900
- und durch willkürliche konservative Rechtsprechung (siehe auch Richterrecht)

Diese betraf vor allem die Satirezeitschriften, die ab der Einführung des Presserechts wie Pilze aus dem Boden schossen. Jede ihrer Ausgaben wurde von der Staatsanwaltschaft auf Rechtsverstöße überprüft; Prozesse waren an der Tagesordnung. Üblich war bei den Zeitschriften deshalb ein Sitzredakteur, der im Falle einer Anklage ins Gefängnis ging, damit die Redaktion weiterhin arbeitsfähig war.
Während der Zeit des Nationalsozialismus wurde die kritische politische Satire ganz aus der Öffentlichkeit verbannt (siehe auch Presse im Nationalsozialismus). Mittel dazu waren unter anderem das Schriftleitergesetz (verabschiedet am 4. Oktober 1933, in Kraft getreten am 1. Januar 1934), „Schwarze Listen“; außerdem wurden politisch Andersdenkende verfolgt, unter Druck gesetzt (Drohungen, z. B. Androhung von Gewalt), verfolgt, kriminalisiert und ihrer Freiheit beraubt (durch Gefängnisstrafen oder indem sie außerhalb des normalen Rechtssystems in „Schutzhaft“ genommen wurden – siehe auch Konzentrationslager#1933 bis 1935). Nicht wenige wurden auch ermordet. Ein bekanntes Beispiel: Erich Mühsam (1878–1934), der 1931 bis 1933 unter dem Pseudonym „Tobias“ politisch-satirische Beiträge für den Ulk (die Wochenbeilage des Berliner Tageblatts) veröffentlichte, wurde kurz nach der nationalsozialistischen Machtergreifung 1933 von der SA verhaftet und am 10. Juli 1934 im KZ Oranienburg nach über 16-monatiger „Schutzhaft“ von SS-Männern ermordet.

## Situation in Westdeutschland 1949–1990 und im wiedervereinigten Deutschland
Satire wird in der Bundesrepublik Deutschland durch die Meinungsfreiheit (Art. 5 Abs. 1 GG) und die Kunstfreiheit (Art. 5 Abs. 3 GG) geschützt. Diese konkurrieren allerdings mit dem allgemeinen Persönlichkeitsrecht (Art. 2 Abs. 1 i. V. m. Art. 1 Abs. 1 GG), das sichert, dass der Einzelne selbst darüber bestimmen darf, wie er sich in der Öffentlichkeit darstellt.
Satire kann Kunst sein, ist es aber nicht notwendigerweise. Um durch die Kunstfreiheit geschützt zu sein, muss sie – rein rechtlich gesehen – eine schöpferische Gestaltung aufweisen, d. h. als fiktive oder karikaturhafte Darstellung erkennbar sein. Ist diese nicht gegeben – oder wird sie vom Gericht nicht anerkannt –, greift das Persönlichkeitsrecht.
Vor Gericht müssen der Aussagekern einer Satire und seine künstlerische Einkleidung getrennt behandelt werden. Beide müssen daraufhin überprüft werden, ob sie das Persönlichkeitsrecht verletzen. Werden unwahre Aussagen nicht als fiktive oder karikaturhafte Darstellung erkennbar, ist die Meinungsfreiheit nicht geschützt; die Satire kann dann als „Schmähkritik“ und damit als üble Nachrede verstanden werden, bei der das Persönlichkeitsrecht greift. „Von einer Schmähkritik könne nur die Rede sein, wenn bei der Äußerung nicht mehr die Auseinandersetzung in der Sache, sondern die Diffamierung der Person im Vordergrund stehe, die jenseits polemischer und überspitzter Kritik persönlich herabgesetzt und gleichsam an den Pranger gestellt werden soll“, so ein Urteil des Bundesgerichtshofs.
Ein Urteil des Bundesverfassungsgerichts stellte 2005 fest, dass auch satirische Fotomontagen dem Schutz der freien Meinungsäußerung und der Kunstfreiheit unterliegen – allerdings nur dann, wenn sie als fiktive oder karikaturhafte Darstellungen erkennbar sind.
Sowohl gegen  Eulenspiegel, pardon wie gegen Titanic und den Nebelspalter wurden in der Vergangenheit zahlreiche Prozesse angestrengt. Besonders Titanic ist dafür bekannt, mit ihrer Satire rechtliche Spielräume auszureizen. Von 1979 bis 2001 wurden insgesamt 40 Gerichtsverfahren gegen Titanic angestrengt und 28 Ausgaben verboten; Schadenersatzzahlungen und Gerichtskosten brachten das Heft teilweise an den Rand des Konkurses. Auch die taz und ihr prominentester satirischer Autor Wiglaf Droste mussten sich häufig vor Gericht verteidigen.
Bei dem bis 2006 erschienenen Online-Satiremagazin ZYN! beschränkten sich die rechtlichen Schwierigkeiten auf marken- und namensrechtliche Probleme. Firmen wie Opel beispielsweise verwahrten sich gegen eine Nennung ihrer Marke in einer Parodie des Nachrichtenmagazins SPIEGEL (SPIGGL). Eine Parodie der Bild-Zeitung durch ein anderes Online-Satiremagazin führte hingegen zu einer Abmahnung.